# 待っていた用心棒
待っていた用心棒（まっていたようじんぼう）は、NETテレビ（現･テレビ朝日）系列にて1968年1月29日から7月22日まで毎週月曜夜8時からの1時間枠で放映された結束信二原作・脚本による東映京都テレビプロ制作のテレビ時代劇。全26話。

## 概要
結束信二による『用心棒シリーズ』の第2作目。主演の野良犬役には、昭和の怪優として有名な伊藤雄之助。前作『俺は用心棒』の主役を務めた栗塚旭は松竹制作の作品に関わっていたため、今作では起用されていないが、次作『帰って来た用心棒』で復帰。結束作品の主演を飾らなかったのは今作のみである。その他の出演者は、結束作品の常連である島田順司（捨て犬）、左右田一平（品田万平）に加え、高橋俊行が狂犬と名乗る浪人役で登場する。
結束作品では比較的、好青年な役を演じてきた島田順司が、「気性の荒い用心棒」という、印象の異なるキャラクターを演じている。
野良犬の性格設定は、第1話と第2話で異なっている。それ以降の話数でも、性格が違う事が多い。近藤ゆたか編「蔵出し 絶品TV時代劇」にある坂井由人の文によれば、スポンサーサイドからの「気が弱くて優しい主人公では、シリーズのイメージが狂う」とのクレームにより、当初撮影された第2話を後に放送し、第1話を急遽制作したとの事である（坂井は第1・2話を急遽作ったと記しているが、実際の作品では、第2話の野良犬はやや頼りない性格になっている）。そして、クレーム後の野良犬は、歯をむき出しにし、荒々しい言動を見せる事が多くなった。伊藤はこのクレームに憤慨し、番組の早期の終了を望んだという。
伊藤降板後の第19・25・26話には、若山富三郎が夏山大吉郎（外道）という浪人役で出演。顔に大きな傷があり、「逆手斬り」を駆使する“目が見える座頭市”といった風情で、事実上、野良犬の代理であった。最終回となる第26話では、洒落の利いた台詞を言っている。
数回登場した青木与兵ヱ（香月凉二）と十吉（西田良）は、次作『帰って来た用心棒』にも引き続き登場している。ここから、今作と次作は登場人物に違いはあれど、繋がりがあるとみることもできるが、真偽は定かではない。
ちなみにタイトルに"用心棒シリーズ"と銘打たれるのは今作からである。

## 作品内容
時は動乱渦巻く、幕末。時世の流れに翻弄され、虐げられた弱者のために、四人の浪人が悪を討つ。

## キャスト
- 野良犬 … 伊藤雄之助（第1 - 18話）
- 品田万平 … 左右田一平
- 捨て犬 … 島田順司
- 狂犬 … 高橋俊行
- 夏山大吉郎（外道） … 若山富三郎（第19、25、26話）
- 作次郎 … 小田部通麿（第11 - 16話）
- 青木与兵ヱ … 香月凉二（第15、16、22、23話）
- 十吉 … 西田良（第15、16、22話） ※第7話は奉行所同心役で出演

## スタッフ
- 制作：NET、東映京都テレビプロ
- プロデューサー：上月信二（NET）、田村嘉（東映）
- 原作 / 脚本：結束信二
- 監督：
  - 河野寿一（第1-18、20、22、24話）
  - 松尾正武（第19、21、23、26話）
  - 佐々木康（第25話）
- 音楽：渡辺岳夫
- 撮影：柾木兵一、羽田辰治、木村誠司、森常次
- 照明：佐々木政一、藤井光春、谷川忠雄
- 録音：三船良男、草川石文
- 美術：塚本隆治、角井博
- 記録：桧垣久恵、藤原凪子、斉藤靖子、野崎八重子
- 編集：細谷修三、戸川博
- 衣裳：上野徳三郎
- 美粧：堤野正直
- 結髪：森井春江、浜崎喜美江
- 装飾：関西美工
- 装置：西川春樹、木崎義夫
- 助監督：古市真也、岡本静夫、福井司、曽根勇
- 擬斗：上野隆三（東映剣会）
- 現像：東洋現像所
- 進行主任：丸本晃
- 進行：水上輝雄
- ナレーター：左右田一平
- 主題歌：「おとこ独り」（テイチクレコード）、作詞:結束信二、作曲:渡辺岳夫、唄:フォー・コインズ
- 挿入歌：「野良犬がゆく」（テイチクレコード）、作詞:いけた純、作曲:渡辺岳夫、唄:フォー・コインズ

## 放映リスト
| 話数 | サブタイトル        | 放映日         | ゲスト出演者                                                                       |
| ---- | ------------------- | -------------- | ---------------------------------------------------------------------------------- |
| 1    | 剣を抱いた 十人の客 | 1968年 1月29日 | 中野誠也、佐々木愛、今野秀晴、柴田美保子、由利京子、月形哲之介、平沢彰、三木豊     |
| 2    | 町の中の野火        | 2月5日         | 磯村みどり、大川栄子、林浩久、浜崎満、梅井茂子、藤崎照彦、福山象三、高松錦之助     |
| 3    | 吹きだまりの月      | 2月12日        | 河村有紀、植村謙二郎、本郷秀雄、武周暢、高橋正夫、保科三良、寺下貞信、林昌子       |
| 4    | 暗殺                | 2月19日        | 伊吹友木子、賀川浩、坂倉春江、飯沼慧、田畑猛雄、不破潤、梶川武利、坂本和子、千葉保 |
| 5    | 湯島裏の女          | 2月26日        | 三原有美子、穂高稔、山口幸生、小柴幹治、藤山喜子、出水憲司、高並功、富永佳代子     |
| 6    | 冷えた燗酒          | 3月4日         | 坂口祐三郎、日野麻子、宮土尚治、嘉手納清美、早川恭二、永田光男、酒井哲、森章二     |
| 7    | 志士になる日        | 3月11日        | 山岸映子、大丸二郎、清川新吾、海老江寛、西山辰夫、鈴木金哉、東竜子、川谷拓三       |
| 8    | 雪あかり            | 3月18日        | 花園ひろみ、外山高士、宗近晴見、水上竜子、浜崎憲三、真木祥次郎、北見唯一           |
| 9    | 関所越え            | 3月25日        | 桂麻紀、水木達夫、穂積隆信、吉田義夫、田口計、北原将光、野崎善彦、藤原勝、福本清三 |
| 10   | 天神さまの細道      | 4月1日         | 稲垣美穂子、片山明彦、高津住男、原健策、国田栄弥、山岡徹也、藤沢宏、辻田佳子       |
| 11   | 襲撃七条河原        | 4月8日         | 長谷川明男、葉山葉子、北竜二、西山嘉孝、国一太郎、嵐冠十郎、国見康子、寺田幸子     |
| 12   | 西から来た侍        | 4月15日        | 伊藤栄子、楠年明、鮎川十糸子、波田久夫、新屋英子、楠義孝、志摩靖彦、前川良三       |
| 13   | 祇園に斬る          | 4月22日        | 小谷悦子、国景子、天王寺虎之助、山本弘、千原万紀子、田中直行、平沢彰、唐沢民賢     |
| 14   | 仇の名は            | 4月29日        | 沢宏美、石浜朗、山村弘三、林浩久、岡高史                                           |
| 15   | 糺の森七ツ半        | 5月6日         | 林昌子、不破潤、藤田佳子、高松錦之助、波多野博                                     |
| 16   | 刺客の条件          | 5月13日        | 亀井光代、高峰圭二、永田光男、春丘典子、寺下貞信、宅和享二、高崎継義、田中弘史     |
| 17   | 淀の川風            | 5月20日        | 加賀ちかこ、成田次穂、田畑猛雄、河上一夫、沢淑子、北原将光、川谷拓三、笹木俊志     |
| 18   | 潮騒の彼方から      | 5月27日        | 徳大寺伸、金井由美、富田浩太郎、海老江寛、藤崎照彦、西山辰夫、川浪公次郎           |
| 19   | 同志たちの夜        | 6月3日         | 日野麻子、山根久幸、島田太郎、玉生司郎、出水憲司、加治春雄、滝譲二、福本勝、春川純 |
| 20   | 遠い国からの客      | 6月10日        | 長谷川明男、加藤勢津子、菅原文太、和田一壮、滝恵一、高村俊郎、下元年世、小峰一男   |
| 21   | 宿場の夜霧          | 6月17日        | 葉山葉子、中田博久、小林勝彦、上田忠好、早川研吉、宮土尚治、賀川浩、小川孝、森章二 |
| 22   | 紅殻格子            | 6月24日        | 桜町弘子、田中春男、国富論、萩清二、今沢昭信、丸平峰子、由利京子、荒田康代         |
| 23   | 花嫁御寮の夢        | 7月1日         | 岩村百合子、加賀爪清和、中原早苗、穂高稔、波田久夫、汐路章、南昌吉、道井恵美子     |
| 24   | 狙撃者たち          | 7月8日         | 月形龍之介、河原崎長一郎、長谷川澄子、山岡徹也、田中直行、小倉康子、端田宏三       |
| 25   | ただ一人の女        | 7月15日        | 花園ひろみ、坂口祐三郎、外山高士、柴田美保子、今野秀晴、阿木五郎、賀川泰三、邦保   |
| 26   | 山なみの彼方へ      | 7月22日        | 一ノ木真弓、藤岡重慶、高橋正夫、市村昌治、仁内達之、新宮寺寛、平沢彰、大月正太郎   |

## 再放送
- CS放送
  - 2002年11月 - 2003年2月 （東映チャンネル）
  - 2007年11月 - 12月 （時代劇専門チャンネル）
  - 2008年7月 - 8月 （時代劇専門チャンネル）
  - 2016年7月 - 10月 （東映チャンネル）

## ネット配信
- 2022年9月1日より、YouTube「東映時代劇YouTube」の「据置枠」で第1・2話が無料配信されている。

## 前後番組
| NETテレビ系 月曜20:00枠                                          | NETテレビ系 月曜20:00枠 | NETテレビ系 月曜20:00枠 |
| 前番組                                                           | 番組名                  | 次番組                  |
| ---------------------------------------------------------------- | ----------------------- | ----------------------- |
| みんな世のため ↓ 月曜ロードショー （19:30～20:56） ※つなぎ番組。 | 待っていた用心棒        | 帰って来た用心棒        |